# Rettet die Naturvölker
Rettet die Naturvölker e.V. (ehemals „Freunde der Naturvölker“) ist ein gemeinnütziger Verein mit Sitz in Ludwigslust, der sich im Rahmen der Menschenrechtsarbeit der Bewahrungshilfe für die letzten sogenannten „Naturvölker“, ihre Kulturen, Wertvorstellungen und Lebensweisen einsetzt.
Unterstützt werden Jäger- und Sammlerkulturen, unter ihnen insbesondere die „Altvölker“ der Erde. Dazu gehören die sogenannten, Pygmäen- und Buschmannvölker Afrikas, Negritos Süd- und Südostasiens, sowie vedo-austronesische Völker Südasiens, Australiens und Ozeaniens (verschiedene Stämme der Veddas und Aborigines). Des Weiteren werden auch von traditionellem Gartenbau lebende Papuas, Melanesier sowie Indianer tropischer Naturwaldgebiete unterstützt.
Der Verein wurde 1991 gegründet. Anlass war das Drama der indigenen Aeta von den Philippinen in Folge des verheerenden Vulkanausbruchs des Pinatubo, aber auch der negative Eindruck, den andere deutsche Menschenrechtsorganisationen auf die Gründungsmitglieder machten: Sie bemängelten den ungenügenden Fokus für das Schicksal der sensibelsten aller Kulturen, der Jäger- und Sammlervölker.
Der Verein hat Partner im In- und Ausland, einem weltweiten Netzwerk von Menschenrechtsorganisationen, die sich für den Schutz von naturnah lebenden indigenen Völkern engagieren. In enger Zusammenarbeit und regem Austausch mit verschiedenen Institutionen und Menschenrechtsorganisationen in Deutschland, Schweiz, Tansania, Paraguay, Malaysia, St. Vincent & The Grenadines, West-Papua und Australien unterstützt RdN diese Völker in ihrem Kampf um Selbstbestimmung und Anerkennung als souveräne Nationen. RdN ist Fördermitglied im West-Papua-Netzwerk.

## Vereinsziel und Tätigkeitsfelder

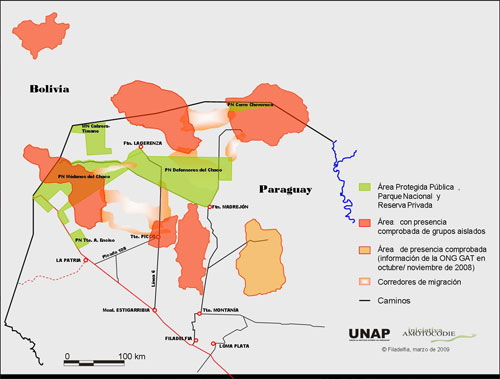
Karte der verschiedenen Gebiete der Aislados in Paraguay, denen der Verein seinen Schwerpunkt widmet

Die Lebensräume und die Eigenständigkeit der letzten noch existierenden lokalen Gemeinschaften traditioneller Ökosystem-Menschen sind auf das äußerste bedroht, vor allem durch die Auswirkungen der sich rasch ausbreitenden westlichen Zivilisation mit einer Vielzahl von lebensraumzerstörenden Vorhaben – wie z. B. Bergbau, Landerschließung durch Straßen, Rodungen für Viehzucht und Plantagen – und der Vermittlung eines einseitigen Kulturwandels, der zu Armut und Marginalisierung führt.
Nach Auffassung des Vereines – der die in der Ethnologie umstrittene Bezeichnung „Naturvölker“ bewusst verwendet – erhalten diese Menschen, die heute noch in abgelegenen Regionen der Erde seit vielen Jahrtausenden in Harmonie und Einklang mit der sie umgebenden Natur leben und leben möchten, bisher nur sehr wenig und viel zu geringe Hilfe bei ihren zumeist verzweifelten Versuchen, ihre traditionelle Lebensweise fortzusetzen. Der Verein setzt sich für diese letzten Naturvölker der Erde und für deren natürlichen Lebensräume ein. Vorrangige Ziele sind dabei die Schaffung von geeigneten Schutzgebieten oder autonomen Territorien (Beispiel Emberá-Wounaan (Territorium) in Panama) für die letzten Naturvölker und deren Heimat, aber auch der Erhalt und die Wiederbelebung traditioneller Kulturen. FdN versteht sich auch als Sprachrohr von indigenen Völkern, die das Recht auf ihre eigenen Traditionen einfordern und selbst über ihre Zukunft entscheiden wollen (Free, Prior and Informed Consent) und wendet sich gegen jede Form von außen dominierter „Entwicklungsideologie“.
Die traditionelle Subsistenzwirtschaft wird durch die Ausbeutung von indigenem Land bedroht. Nur durch den Erhalt ihrer Lebensgrundlagen kann die Vielfalt und Lebendigkeit indigener Kulturen bewahrt werden. Darin sehen die Mitglieder der FdN eine Verpflichtung der Bürger in den Industriestaaten gegenüber den indigenen Völkern, da diese selbst meist kaum über ausreichenden Einfluss im globalen Kräfteverhältnis verfügen. Dies erfolgt u. a. durch die Unterstützung von Landerwerb bzw. -sicherung sowie Schutzmaßnahmen im Ergebnis der Gebietsüberwachung (Monitoring), Unterstützung lokaler Gruppen zur Erneuerung des traditionellen Wissens, der Wiederbelebung kultureller Güter; aber auch der Unterstützung von Schulungsprojekten, die Indigenen helfen, Umweltschäden, illegalen Holzeinschlag, Landraub etc. mit Hilfe moderner Technik sofort zu dokumentieren und anzuzeigen.
Schwerpunkt sind seit Jahren die nomadisierenden isolierten Gruppen (Aislados) vom Volk der Ayoreo im Grenzgebiet Paraguays zu Bolivien, die noch unabhängig von der zerstörerischen, auf Wachstum orientierten Zivilisation ihr Leben führen. Insbesondere auf das Projekt „Dringend! Lebensraumerhalt für die letzten Ayoréode-Waldindianer, Paraguay“ ist hinzuweisen, das sich in zwei Bereiche gliedert:
- Landforderung der Lokalgruppe der Ayoreo Totobiegosode (indigene isolierte Gruppe in Erstkontakt; zu ihnen gehören die in 2004 und 1998, neben den in 1986 und 1979 gewaltsam Kontaktierten)
- Schutzmaßnahmen für nicht identifizierte Ayoreo Aislados-Gruppen (außerhalb der Totobiegosode Landforderung)

Damit wird den Lokalgruppen bzw. Sub-Lokalgruppen ermöglicht, auf eigenem Land, das auch rechtlich ihnen (bzw. im Falle der nicht identifizierten Ayoreo Aislados-Gruppen der Ayoreo Organisation UNAP) gehört, zu leben. Damit haben diese Lokalgruppen bzw. Sub-Lokalgruppen eine wirtschaftliche Subsistenzperspektive im Rahmen der eigenen Kultur als Wildbeuter mit einfachem Gartenbau.
Die Tätigkeitsfelder umfassen politisches Engagement, Sicherung von „Stammes“land, kulturelle Unterstützung sowie Öffentlichkeitsarbeit. Mitglieder der Organisation reisen nach Südostasien, Afrika, Südamerika, Australien und Ozeanien, um sich vor Ort zu informieren, die Zusammenarbeit zu festigen, aber auch um neue Aktivitäten zu starten.

## Aktuelle Projekte und Aktionen (Stand 2019)
- „Schutzmaßnahmen Ayoreo-Aislados“ – Projekte Iniciativa Amotocodie (Landerwerb, Monitoring, Öffentlichkeitsarbeit – auch zur Unterstützung der Ayoreo-Organisation UNAP)
- „Landerwerb Ayoreo-Totobiegosode“ – Landrückforderung  (und Schutzmaßnahme für ihre außerhalb der kolonisierenden Gesellschaft lebenden Verwandten) von 5.500 km² ihrer 19.000 km² geraubten Heimat
- „Reaktivierung der Territorialen Erinnerung der Nivaĉle und Manjui“ – Grundlage indigener Landrückforderung (Paraguay)
- „Bau eines Caiou sowie Kanu (hochseetüchtig)“ – Traditionswiederbelebung Callinago Tribe (St. Vincent und die Grenadinen)
- „Weiterführung der Landrechte“ – Hadzabe (Tansania)
- „Dipuntian – Zufluchtsort für vertriebene Agta“ – Negritohilfe (Philippinen)
- „Hilfe im Kampf gegen Lebensraumzerstörung: Mapping project und Workshops ‚moderne Medien‘“ – Unterstützung Senoi, Negritos und Protomalayen (Malaysia): Projekte zur Selbsthilfe
- Unterstützung der indigenen Bevölkerung von West-Papua im Kampf gegen die indonesische Besatzungsmacht

## Publikationen
Das von RdN herausgegebene Infoheft „Naturvölker“, das vierteljährlich erscheint, ist das einzige Periodikum, das sich im deutschsprachigen Raum insbesondere naturnah lebenden Ethnien widmet. Das Magazin berichtet über die aktuelle Situation indigener Völker primär in den Tropen, dokumentiert wirtschaftspolitische Entwicklungen und erläutert Hintergründe. Die Beiträge zeichnen sich durch umfassende Recherche, hohe Informationsdichte mit einem weitreichenden Hintergrundanteil aus. Über das Heft „Naturvölker“ hinaus, haben Mitglieder des Vereins folgendes publiziert:

### Bücher
- Bernd Wegener: Indianer der USA – Im Zeichen des Widerstandes, ISBN 978-3-00-065125-0, 275 S., zahlr. farb./sw Abb./Karten, Ludwigslust 2021
- Bernd Wegener: Der Regenwald ist unser Atem! Urvölker zwischen Untergang und Widerstand, ISBN 978-3-00-067305-4, 347 S., zahlr. sw/farb. Abb./Karten/Übersichten, Ludwigslust 2021
- Bernd Wegener: Gran Chaco – Die Wildnis stirbt, Auf den Spuren der letzten Waldindianer, 2. überarbeitete Auflage, 351 S., zahlr. farb./sw Abb./Karten, Ludwigslust 2021
- Bernd Wegener und Steffen Keulig: SCHWARZASIEN – Ureinwohner zwischen Kulturvernichtung und Völkermord. ISBN 978-3-8255-0684-1, 146 S., zahlr. Abb./Karten, Centaurus Verlag & Media UG, 2007
- Steffen Keulig: ALPTRAUM ZIVILISATION – ZURÜCK IN DIE STEINZEIT. Eine Reise zu den Waldmenschen Neuguineas, ISBN 3-934121-04-7, 253 S., zahlr. Abb./Karten;

### Filme
- „Gran Chaco – Die Wildnis stirbt“ von Bernd Wegener über die Ayoreode und deren Schicksal.  Der Film ruft zu aktiver Unterstützung für die letzten unabhängig lebenden Waldindianer des Gran Chaco auf (ca. 40 Min).
- „Hadzabe – Kein Bedarf nach Entwicklung“ von Hartmut Heller und Steffen Keulig über das letzte Jägervolk und dessen Überlebenskampf in Tansania. (43 Min.)
- „Land of Thorns – Struggling for survival in Karamoja“ (englisch) – von Steffen Keulig, Marketfilm; Produced by ACTED und FdN (49 Min.)
- „West Papua – The secret war in Asia“ (englisch – 16 Minuten) – von Steffen Keulig, Marketfilm
- „Conversation Refugees – Expelled from Paradise“ (englisch) – von Steffen Keulig, Marketfilm. Der Film behandelt die Vertreibung der Ureinwohner durch den Naturschutz (24 Min).
- Kalinago Worrier Canoe – Ein Traum wird Wirklichkeit – von Bernd Wegener (7½ Min.), realisiert mit Unterstützung von Steffen Keulig, Marketfilm; Der Film dokumentiert den Bau des ersten traditionellen Großkanus seit über 300 Jahren auf der Kleinen Antilleninsel St. Vincent.
- Nicht kontaktieren! Lebensraum schützen! Paraguays letzte Indigene in freiwilliger Isolation – von Bernd Wegener/Rettet die Naturvölker e.V.